# Manfred Wörner
Manfred Hermann Wörner, né le 24 septembre 1934 à Stuttgart et décédé le 13 août 1994 à Bruxelles, est un homme politique allemand membre de l'Union chrétienne-démocrate d'Allemagne (CDU).
Après avoir présidé, de 1976 à 1980, la commission de la Défense du Bundestag, il est, de 1982 à 1988, le premier à occuper le poste de ministre fédéral de la Défense dans la coalition noire-jaune d'Helmut Kohl. Il est ensuite secrétaire général de l'Organisation du traité de l'Atlantique nord (OTAN) jusqu'à sa mort.

## Éléments personnels

### Formation et carrière
Après avoir obtenu son Abitur en 1953, il entreprend des études supérieures de droit qu'il accomplit à Heidelberg, Paris, et enfin Munich où il passe son premier diplôme juridique d'État en 1957. En 1961, il passe le second avec succès et reçoit son doctorat de droit.
Il commence à travailler comme fonctionnaire du Bade-Wurtemberg, avant d'entrer en 1962 dans l'administration publique de l'arrondissement d'Öhringen, où il travaille trois ans. Il intègre par la suite les services du Landtag, et y reste jusqu'en 1965, lorsqu'il devient fonctionnaire de l'arrondissement de Göppingen.
Il est par ailleurs pilote de chasse de la réserve de la Luftwaffe à partir de 1966, où il finit avec le grade de colonel de réserve.

### Vie privée
Il se marie deux fois : en 1972 avec la journaliste Anna-Maria Caesar, puis en 1982 avec Elfie Reinsch. Il est décédé le 13 août 1994 à Bruxelles d'un cancer du côlon, à l'âge de 59 ans, et est inhumé non loin de Göppingen.

## Carrière politique

### Débuts
Il adhère à la Junge Union (JU) en 1953, puis devient membre de l'Union chrétienne-démocrate d'Allemagne (CDU) trois ans plus tard. En 1965, il est élu député fédéral du Bade-Wurtemberg au Bundestag. Il est désigné vice-président du groupe chrétien-démocrate en 1969, et occupe ce poste jusqu'aux législatives anticipées de 1972. Il est élu quatre ans plus tard président de la commission parlementaire de la Défense, un poste qu'il occupe jusqu'en 1980.

### Ministre fédéral de la Défense (1982-1988)
Manfred Wörner est nommé ministre fédéral de la Défense par Helmut Kohl dans sa première coalition noire-jaune le 4 octobre 1982. Il est reconduit après les élections anticipées de 1983, puis en 1987.
Pendant son mandat, il doit affronter en 1984 « l'affaire Kießling », à savoir la révélation par la presse qu'il a ordonné le passage dans la réserve militaire du général Georg Kießling, chef adjoint des forces de l'OTAN, du fait que son homosexualité ferait courir des risques à la sécurité. Cette décision sera finalement annulée par ordre du chancelier Helmut Kohl.

### Secrétaire général de l'OTAN (1988-1994)
En décembre 1987, il est choisi comme futur secrétaire général de l'OTAN. Il démissionne de ses fonctions nationales le 18 mai 1988 et prend la tête de l'organisation le 1er juillet. Son mandat est principalement marqué par la chute du Mur de Berlin, la fin de la Guerre froide, et donc la nécessité de réformer les structures de l'OTAN pour s'adapter à cette nouvelle donne. Il conserve ce poste jusqu'à son décès, survenu en 1994.